# Тарасова світлиця
Тарасова світлиця — музей на території Шевченківського національного заповідника у Каневі, перший музей, присвячений життю і творчості Тараса Шевченка, започаткований Василем Гнилосировим наприкінці XIX століття.

## Історія
У 1883 році інженер і громадський діяч Олексій Якубенко на доручення Варфоломія Шевченка підготував комплексний проєкт реконструкції Шевченкової могили та план і проєкт хати біля неї. Наступного 1884 року під наглядом Якубенка проєкт був реалізований. Хата складалася з двох частин: в одній мешкав педагог Василь Гнилосиров, у другій — Іван Ядловський, доглядач шевченкової могили.
Наприкінці XIX століття Василь Гнилосиров за сприяння Старої київської громади створює Тарасову світлицю — перший народний музей імені поета. На початку свого існування музей мав кілька експонатів. 1888 року художник Ілля Рєпін на замовлення Старої громади пише для світлиці портрет Шевченка.
1897 року у Тарасовій світлиці була започаткована «Книга вражень для відвідувачів». До створення книги Гнилосиров сам робив нотатки, про відвідувачів могили Тараса Шевченка. У 1893 році виникла ідея створення книги «обліку» відвідувачів світлиці, дозвіл на ведення якої був наданий місцевою владою за 4 роки. Перший запис у книзі зробив композитор Микола Лисенко.
У 1930-х роках через початок спорудження нової будівлі для музею імені Тараса Шевченка хату, у якій містилась Тарасова світлиця, було вирішено розібрати. Питання про її відновлення постало напередодні відзначення 175 річниці від дня народження поета. Відновлення Тарасової світлиці передбачалося постановою Ради Міністрів УРСР від 1987 року щодо благоустрою пам'ятних місць, пов'язаних із життям Шевченка. Відновлення світлиці відбувалося під керівництвом доктора архітектури Ю. Хохла.
Відкриття оновленої Тарасової світлиці відбулося 3 серпня 1991 року. Нову хату було встановлено біля могили Івана Ядловського через неможливість її встановлення на попередньому місці.
Влітку 2018 року було здійснено реконструкцію будівлі — наново перекрито покрівлю.